# 청강문화산업대학교
청강문화산업대학교(靑江文化産業大學校, Chungkang College of Cultural Industries)는 1995년 문화산업 특성화의 일환으로 설립된 대한민국 경기도 이천시의 전문대학이다. 국문 약칭으로 청강대(靑江大)로 표기하기도 한다. 교명은 학교 설립자인 이연호 회장의 호 청강(靑江)에서 교명이 유래되었다.

## 연혁
- 1995년 12월 : 청강문화산업전문대학 설립
- 1996년 03월 : 개교

- 1998년 05월 : 청강문화산업대학으로 교명 변경
- 1998년 11월 : 만화영상도서관 개관
- 2001년 05월 : 본관 준공
- 2001년 09월 : 학생복지공간 어울목 개관
- 2002년 05월 : 문화사랑관 준공
- 2002년 12월 : 청강만화역사박물관 개관
- 2005년 11월 : 어울림관 준공
- 2008년 12월 : 학교 기업 CCRC(Chungkang Creative Research Center) 설립
- 2009년 08월 : 학교기업 쿨투라 설립
- 2011년 12월 : 청강문화산업대학교로 교명 변경
- 2018년 : 교육부 대학기본역량진단평가 결과 역량강화대학 선정 및 조건부 일반재정지원[2]
- 2021년 11월 : 연습도서관 개관
- 2022년 09월 : 학사학위 전공심화과정 신규인가 (애니메이션학과, 차세대게임콘텐츠학과, 웹툰웹소설콘텐츠학과)

## 교육편제
2024년 기준, 청강산업문화대학교의 전문학사 학위 과정 일람이다.
| 애니메이션스쿨   | 만화콘텐츠스쿨                        | 게임콘텐츠스쿨 |
| ---------------- | ------------------------------------- | -------------- |
| - 애니메이션전공 | - 웹툰만화콘텐츠전공 - 웹소설창작전공 | - 게임전공     |

| 패션스쿨                                                             | 공연예술스쿨                                                      | 푸드스쿨   |
| -------------------------------------------------------------------- | ----------------------------------------------------------------- | ---------- |
| - 스타일리스트전공                                                   | - 뮤지컬연기전공 - 연극영상연기전공 - 무대미술전공 - 연출극작전공 | - 푸드전공 |
| 모두 3년제 과정이다. 볼드체로 표시된 전공은 전공심화과정을 운영한다. |                                                                   |            |

### > 학사학위 전공심화과정 학과
- 애니메이션학과
- 웹툰웹소설콘텐츠학과
- 차세대게임콘텐츠학과
- 공연예술학과
- 패션콘텐츠학과

## 같이 보기
- 유니베라